# Lago Modrac
Il lago Modrac o lago di Modrac (in bosniaco Jezero Modrac; IPA: [modrat͡s]) è un lago artificiale della Bosnia ed Erzegovina e con i suoi 17 km² è il terzo lago del Paese per superficie. Il lago si trova nei pressi dell'omonima località nel comune di Lukavac, a circa 3 km dal centro abitato, a sud-ovest della città di Tuzla.

## Storia
Il lago ebbe origine dallo sbarramento del fiume Spreča nei pressi del villaggio di Modrac, effettuato nel 1964 per creare un serbatoio d'acqua destinato ai fabbisogni delle industrie di Tuzla e di Živinice. Col tempo tuttavia il lago ha rivestito anche altre funzioni quali l'irrigazione dei campi della zona, l'accumulo di acqua potabile e, non ultimo, meta del turismo locale.

## Geografia

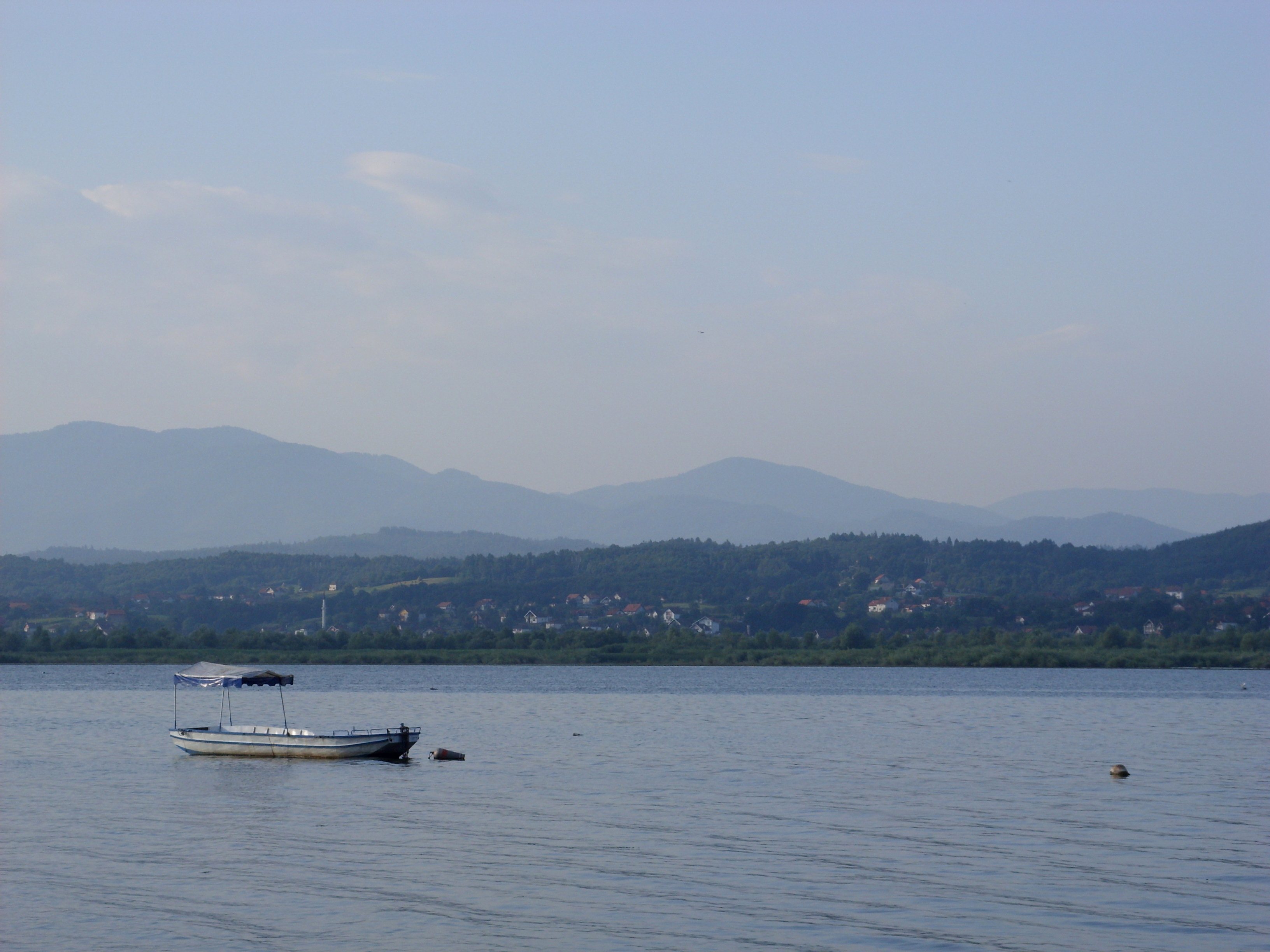
Vista del lago Modrac dalla sua sponda orientale

Il lago Modrac è uno dei più grandi bacini artificiali dell'ex Jugoslavia. Attualmente è alimentato dai fiumi Turija e Spreča, quest'ultimo ne rappresenta l'emissario a partire dalla diga situata sulla sponda settentrionale del lago.
Il lago si trova in una pianura circondata da colline alte tra i 300 e i 400 m; ha una forma allungata, orientato da sud-est a nord-ovest, con una lunghezza di 11 km e una larghezza di 1,6 km. La massa d'acqua è relativamente poco profonda: la profondità media è di circa 5 m, mentre la massima arriva a 20 m.
Il lago riveste una particolare importanza per l'economia della zona, in quanto fornisce energia elettrica alle industrie e insediamenti umani della zona, oltre a costituire un approvvigionamento idrico per l'agricoltura locale. Il lago inoltre attrae appassionati di pesca e in generale turisti del comprensorio locale grazie anche ai numerosi hotel e ristoranti che sorgono sulle sue sponde.
Il lago non è balneabile per via della contaminazione delle acque, particolarmente aggravatasi dopo la metà degli anni '90, dovuta prevalentemente agli sversamenti delle acque reflue industriali e residenziali e lo smaltimento di rifiuti illegali e inquinanti. Nel 2006, per effetto di questa emergenza, è stata emanata una legge per proteggere il lago.
Una teleferica attraversa il lago per il trasporto di materie prime agli stabilimenti industriali di Lukavac.

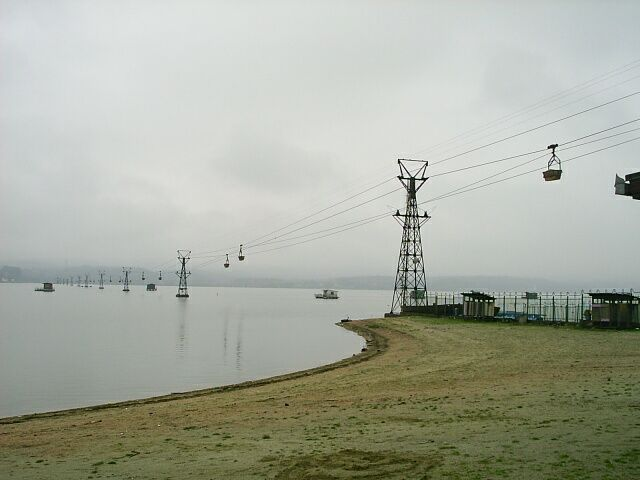
La teleferica che attraversa il lago Modrac

## Fauna
Fino al 1985 il lago ospitava numerose specie ittiche, tra cui abramidi, carpe, lucci e pesci gatto. Tuttavia a partire dagli anni '80 la fauna lacustre ha sofferto della intensiva e poco regolamentata attività industriale. Dopo la guerra del 1992-1995 la popolazione ittica ha registrato una nuova crescita.